# Herbaciarnia

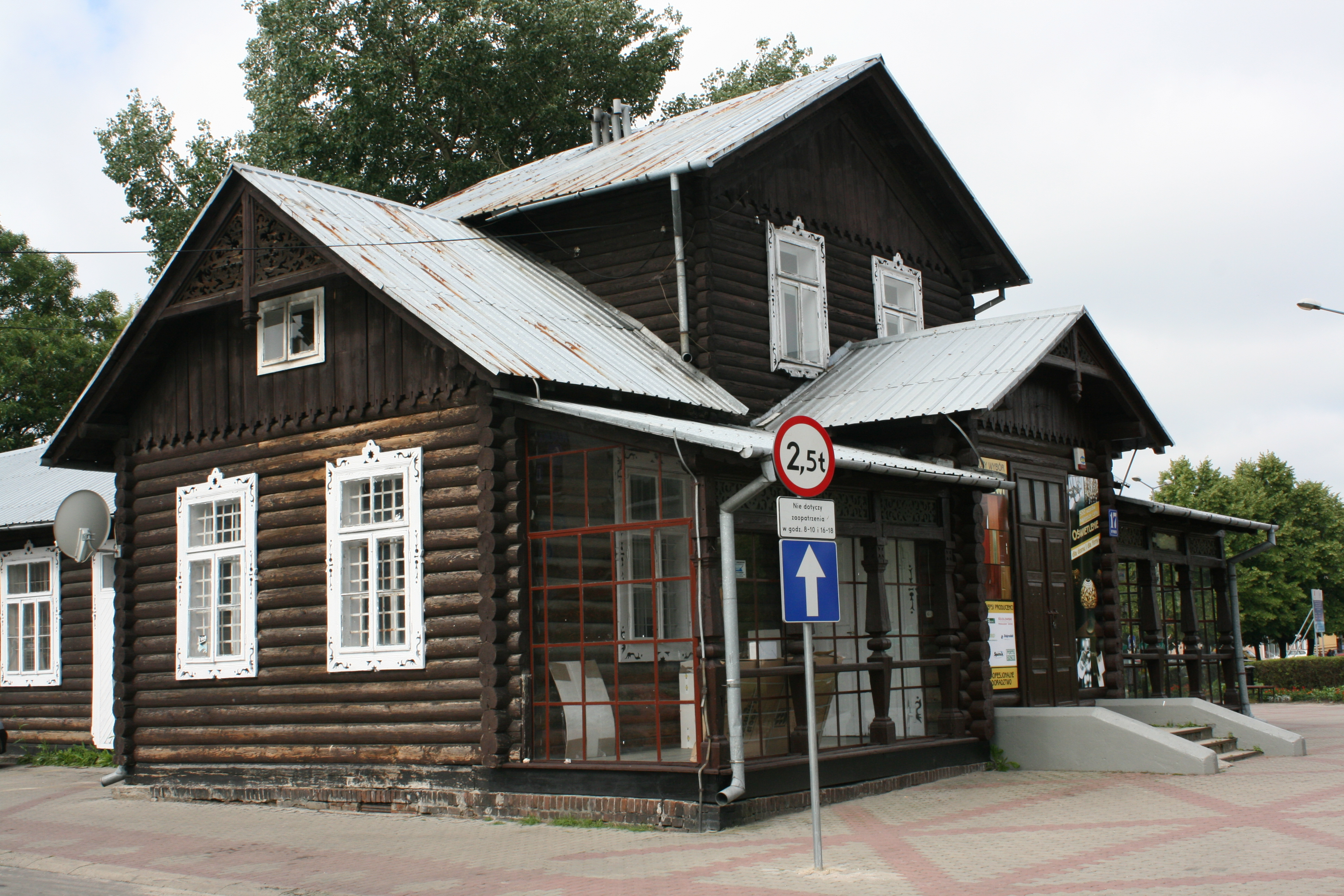
Herbaciarnia w Tomaszowie Lubelskim

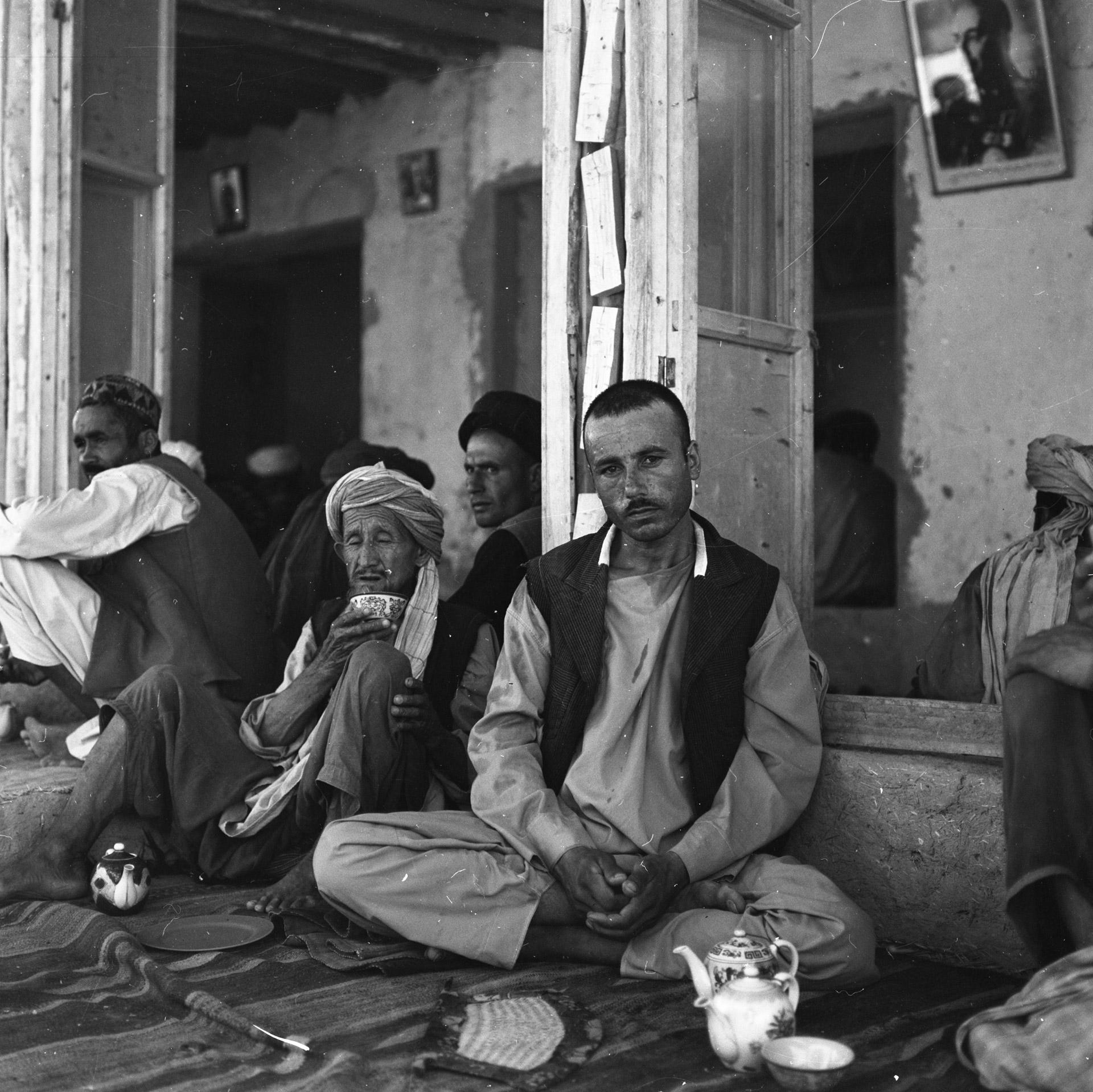
Wnętrze herbaciarni w Afganistanie

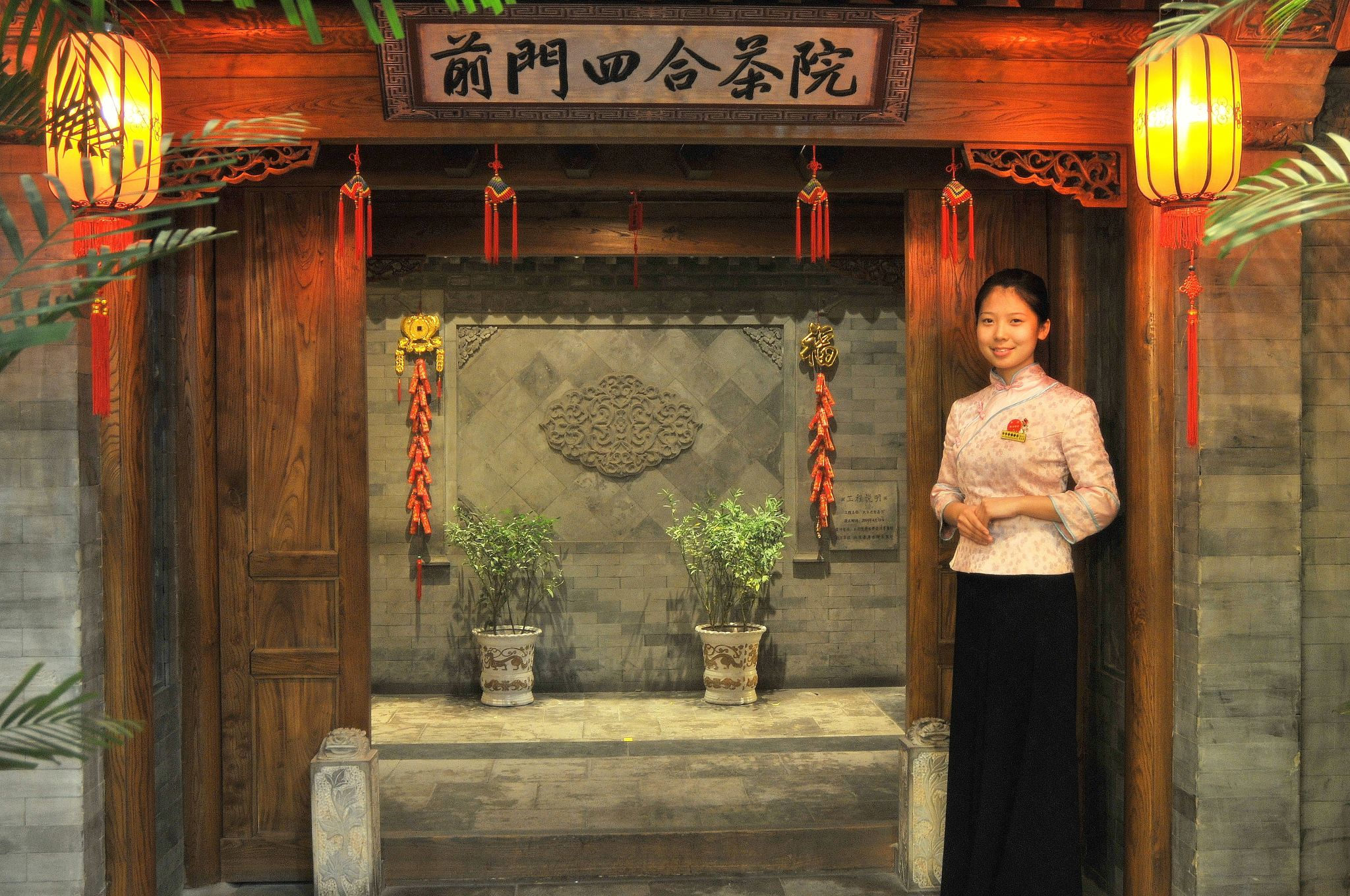
Herbaciarnia w Pekinie

Herbaciarnia – lokal gastronomiczny typu uzupełniającego, w którym podawana jest przede wszystkim herbata wraz z dodatkami.
Pierwsze herbaciarnie i kawiarnie pojawiły się w Europie w XVII wieku, jako miejsca spotkań i wymiany informacji. Herbaciarnia jest najczęściej lokalem z obsługą kelnerską. Główny asortyment (oprócz herbaty w dużym wyborze) stanowią wyroby cukiernicze, przekąski, napoje bezalkoholowe oraz czasem niskoprocentowe napoje alkoholowe.
Herbaciarnie (mand. Cha guan lub mała herbaciarnia: Cha liao) posiadają szczególne miejsce w kulturze chińskiej. Były tam znane już w czasach dynastii Song. W czasach dynastii Qing arystokracja mandżurska spędzała wiele czasu w herbaciarniach i stały się one wówczas ważnym miejscem aktywności ludzi z różnych środowisk, takich jak wysocy urzędnicy, kupcy, jak również ich podwładni. Aby przyciągnąć klientów, w niektórych chińskich herbaciarniach budowane są sceny do grania na tom-tomach, snucia opowieści i wystawiania sztuk teatralnych, co czyni je miejscami rozrywkowymi.
Do Europy herbata dotarła w początku XVII wieku z Japonii za pośrednictwem holenderskich kupców, a do Polski z Francji w 1664. Jednym z pierwszych krajów w Europie, gdzie otwierano herbaciarnie, były Czechy. Pierwsza herbaciarnia serwująca tylko herbatę została otwarta w Pradze w 1908. 
W Stanach Zjednoczonych herbaciarnie stały się modne w początkach XX wieku i były prowadzone głównie przez kobiety z klasy średniej pragnące uzyskać dodatkowe dochody, ale nie brakowało też lokali sieciowych. W Ameryce do herbaty serwowano pieczywo i lekkie posiłki. Rozkwit herbaciarni przyniósł tam okres prohibicji.
W niektórych kulturach herbaciarnie są lokalami przeznaczonymi wyłącznie dla mężczyzn, jak np. czajhany w muzułmańskich krajach Azji Środkowej.